# Râul Valea Glodului, Dâmbovița
Râul Valea Glodului este un curs de apă, afluent al râului Valea Chiliilor. 